# Tiroler Sakramentsgarden
Die Tiroler Sakramentsgarden sind ein Schutz- und Ehrengeleit für das Allerheiligste (Sakrament) bei kirchlichen Prozessionen. Ob ihrer Traditionswaffe, der Partisane, werden sie meist Partisaner genannt. Die Garden wurden 2013 zum immateriellen Kulturerbe Österreichs der UNESCO eingetragen.

## Zu den Sakramentsgarden als Institution

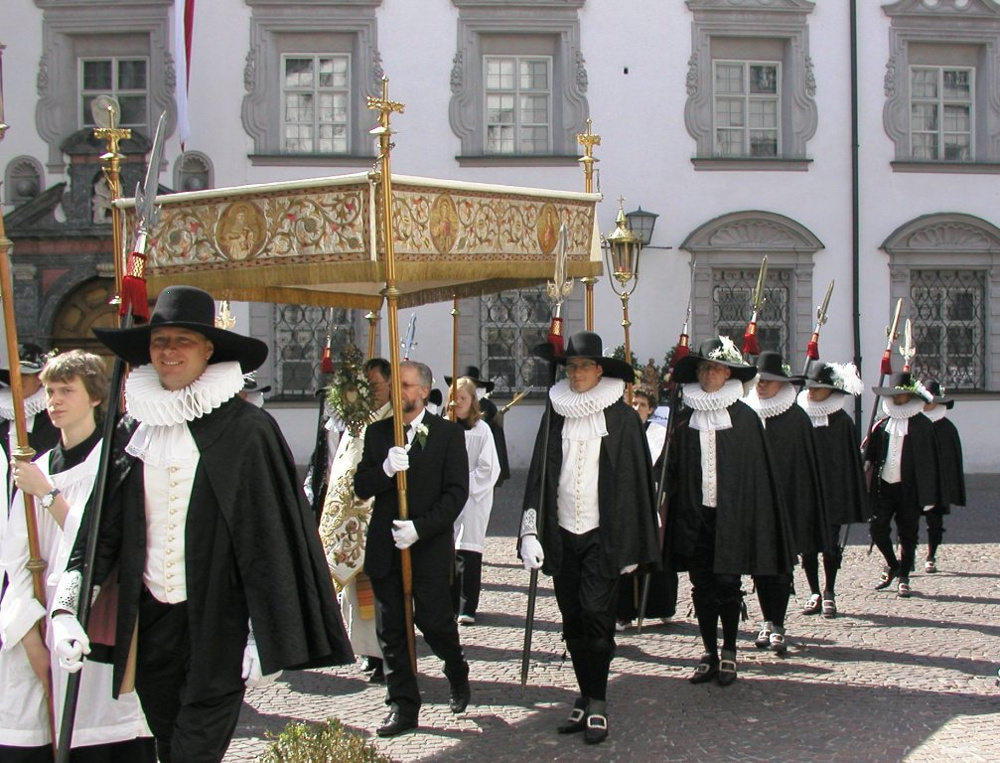
Partisaner Garde zu Hall in Tirol bei der Fronleichnamsprozession 2006

Die Ursprünge einer Sakramentsbegleitung reichen bis ins Mittelalter zurück.
Wenn Priester die Wegzehrung zu sterbenden Gläubigen brachte, war dies mitunter mit Gefahren vor Wegelagerern und Raubtieren verbunden.
Die Geschichte der heute bestehenden Sakramentsgarden ist aber eng mit dem Fronleichnamsfest verbunden, welches 1264 von Papst Urban IV. als Fest für die Gesamtkirche eingeführt wurde.
Seit dem 14. Jahrhundert sind Corpus-Christi-Bruderschaften nachgewiesen.
Seit dem Konzil von Trient (1545–1563) in der damaligen Grafschaft Tirol wurde dem spanischen Einfluss folgend das Fronleichnamsfest immer prunkvoller in aufwändigen Prozessionen gestaltet.
Dazu gehörten auch Ehrenwachen, die zu Ehren des Allerheiligsten die Prozessionen begleiteten.
Sie trugen die sogenannte Partisane, eine Stangenwaffe mit großer Haupt- und zwei kleineren Seitenspitzen.

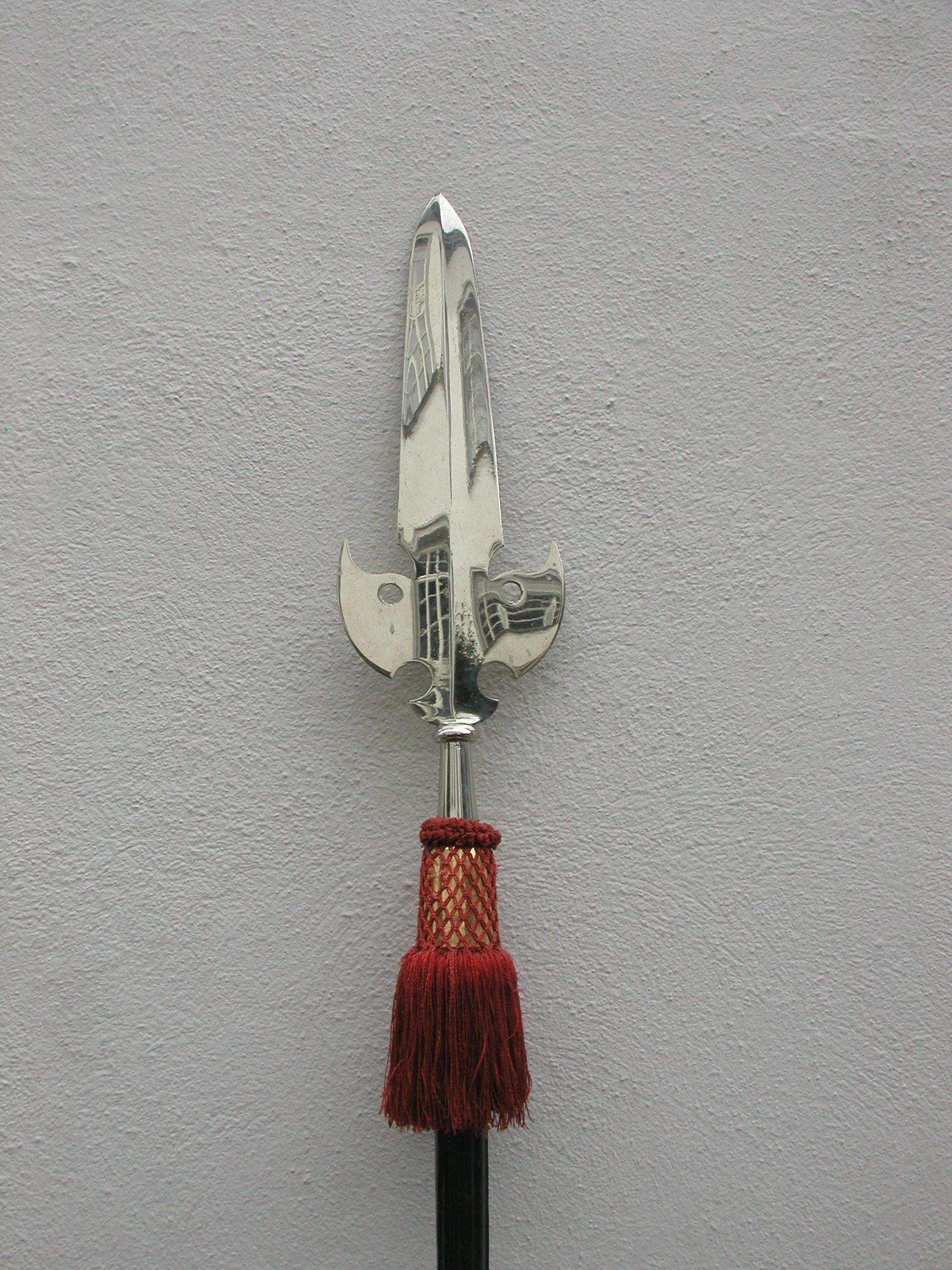
Partisane der Partisaner Garde zu Hall in Tirol

Die Partisane ist eine Verteidigungswaffe und wurde ab dem 16. Jahrhundert von Leibgarden getragen.
Aufgrund dieser Gardewaffe wurden in Tirol die Sakramentsgarden Partisaner genannt.
Die Sakramentsgarden gab es in zahlreichen Orten Tirols, sind aber im Laufe der Geschichte zumeist in Vergessenheit geraten. Die letzten Sakramentsgarden wurden schließlich vom kirchenfeindlichen Regime der Nationalsozialisten im März 1941 endgültig verboten.
In den Orten Hall in Tirol, Schwaz, Thaur und Volders wurde diese kirchliche Tradition sofort nach Kriegsende wieder aufgenommen und besteht bis heute.
Wegen der fast 500-jährigen Tradition wurden die Tiroler Sakramentsgarden im Jahr 2013 in das Verzeichnis des immateriellen Kulturerbes in Österreich eingetragen.

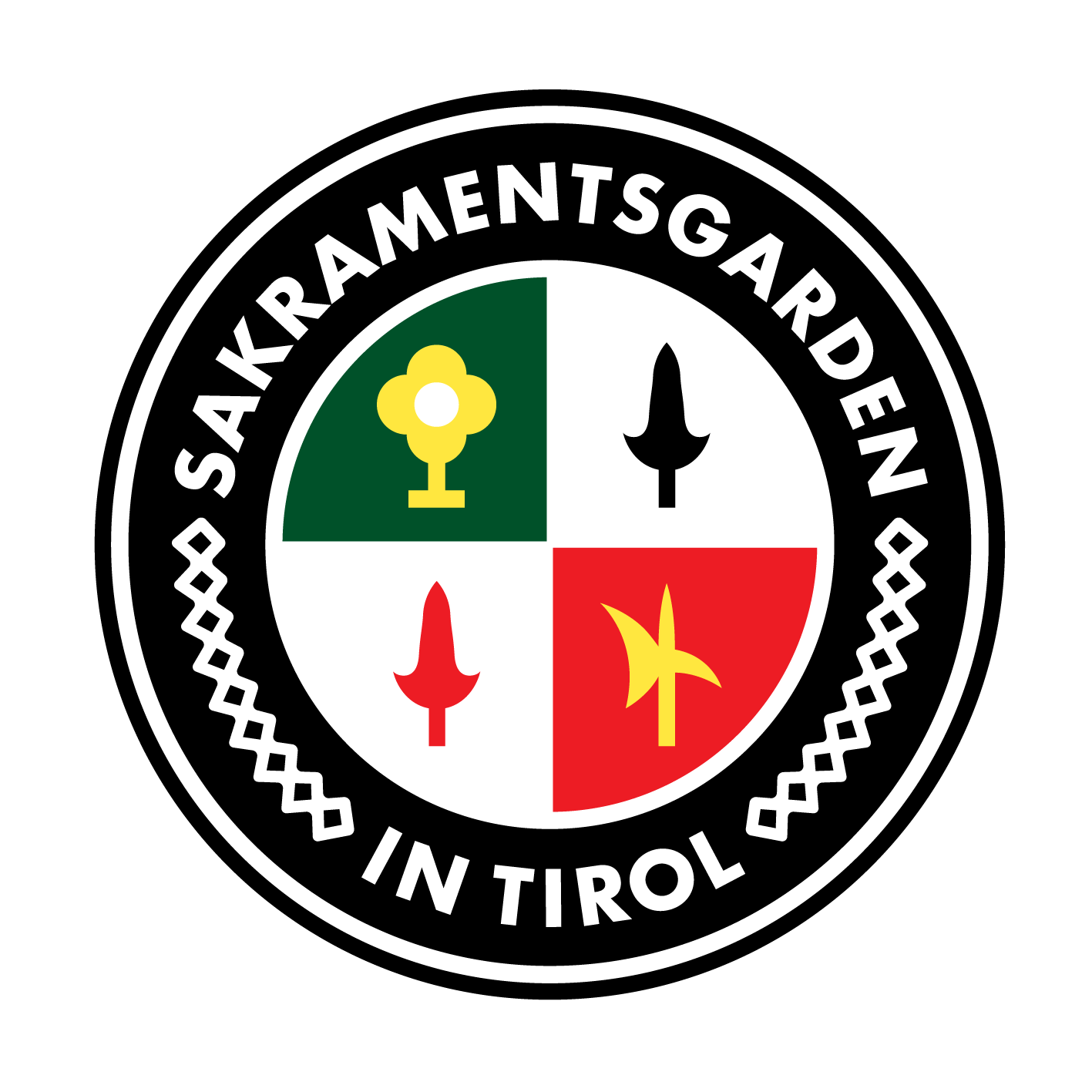
Logo des Bundes der vier Tiroler Sakramentsgarden

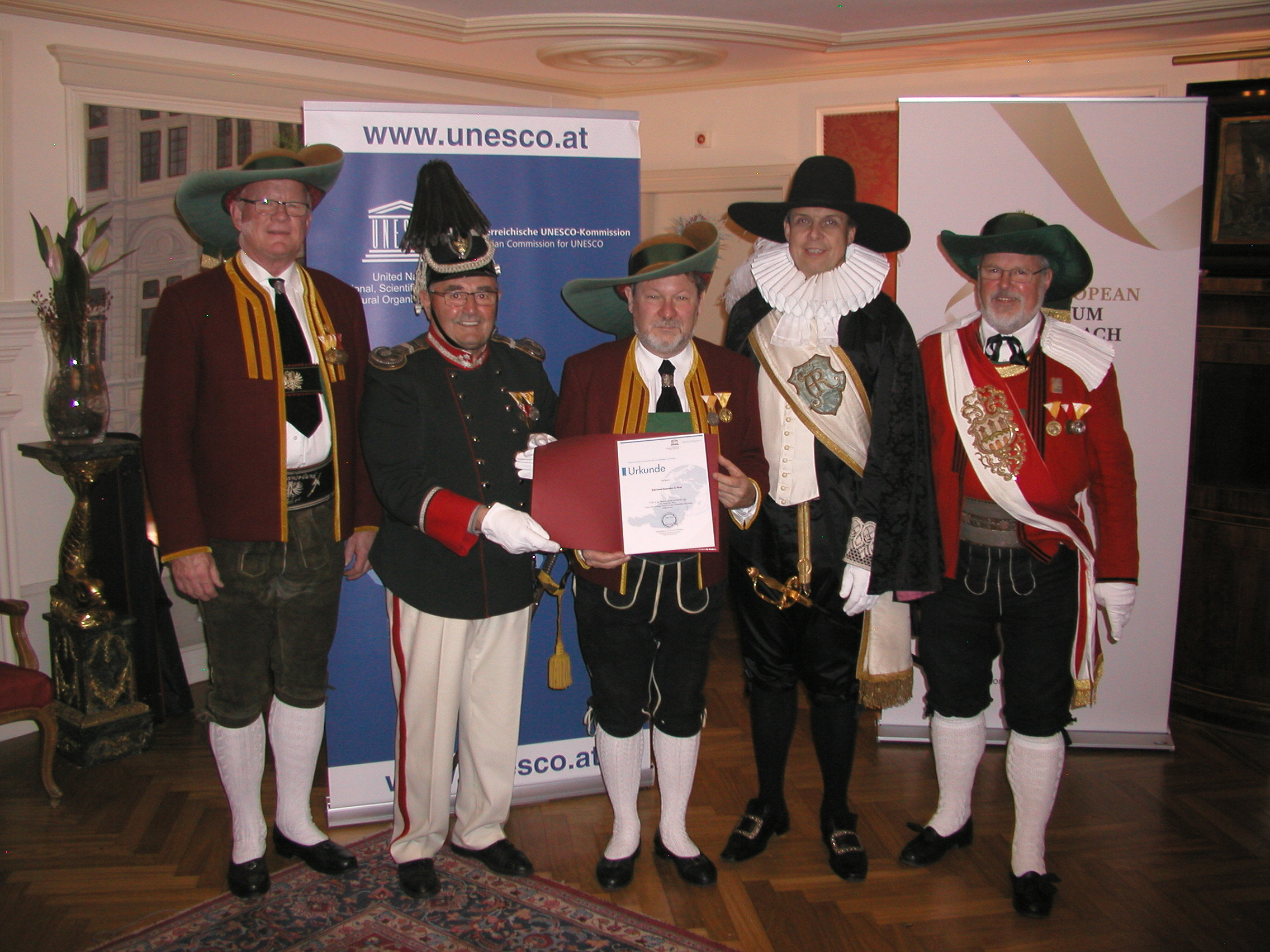
Die Hauptmänner der vier Sakramentsgarden von Tirol und in der Mitte Herr Karl Wurzer bei der Verleihung des immateriellen Kulturerbes der UNESCO Österreich am 14. November 2013 in der Hofburg (Cafe Sacher) in Innsbruck

Die Urkunde wurde am 14. November 2013 dem Bund der Sakramentsgarden in Tirol (gegründet am 31. Oktober 2013), bestehend aus den vier noch existierenden Garden Tirols übergeben.

## Die Garden

### Partisaner Garde zu Hall in Tirol
Die Partisaner Garde zu Hall in Tirol ist die älteste der noch bestehenden Sakramentsgarden in Tirol.
1326 findet sich die älteste urkundliche Erwähnung einer Sakramentsbegleitung.
1435 begleitet die „Unserer Lieben Frau Bruderschaft“ die Versehgänge.
1523 entstand eine Schutzgarde aus bewaffneten Bürgern.
Weitere wichtige Wegmarken sind die 1578 gegründete Marianische Kongregation und die 1609 gegründete Fronleichnamsbruderschaft.
Aus dieser Zeit trägt, auf Veranlassung von  Erzherzogin Magdalena von Österreich (1532–1590, Gründerin des  Haller Damenstiftes), die Haller Garde die Spanische Hoftracht.

### Partisanerbund Thaur
Nach mündlicher Überlieferung wird als Gründungsjahr 1660 genannt. Die Tracht der Thaurer Partisaner leitet sich ab von der Kleidung der Jungmänner um 1700. Sie tragen als Waffe gleich den Hallern die Partisane.

### Salva Guardia zu Schwaz
1635 wurde eine Fronleichnamsbruderschaft in Schwaz von Ritter Hieronymus Stauber von Tratzberg gestiftet.
1686 wurde dazu eine berittene Ehrengarde eingeführt, welche Salva Guardia genannt wurde. Ihre alte Uniform wurde beim großen Brand der Stadt Schwaz im Zuge der Tiroler Freiheitskämpfe anno 1809 vernichtet.
Seit 1860 trägt die Salva Guardia die Uniform einer aufgelösten Österreichischen Nationalgarde, weshalb die Salva Guardia heute historische Gewehre und keine Partisanen mehr trägt.

### Partisanerbund Volders
Erstmals erwähnt wurden die „Lanzenträger“ in einer Kirchenrechnung von 1854.
Während der Hauptmann eine Partisane trägt, führen die Gardisten kunstvolle Helmbarten aus den Jahren 1558 und 1564, welche ursprünglich im Besitz des Tiroler Landesfürsten Erzherzog Ferdinand II. auf Schloss Ambras waren.
Erst um 1900 wurde für den Partisanerbund eine einheitliche Tracht eingeführt.